# Strumigenys mandibularis
Strumigenys mandibularis (лат.) — вид мелких земляных муравьёв рода Strumigenys из подсемейства Myrmicinae. Новый Свет.

## Распространение
Неотропика: Бразилия.

## Описание
Мелкие скрытные муравьи (длина около 4 мм) с сердцевидной головой, расширенной кзади. Скапус усика длинный. Голова и промезонотум без отстоящих волосков. Проподеум c короткими зубцами. Апикальная вилка жвал из 3 зубцов: апикодорзальный, апиковентральный и между ними интеркалярный (также есть 2 преапикальных длинных зубчика). Длина головы HL 1,22 мм, ширина головы HW 1,23 мм, мандибулярный индекс MI 40, длина скапуса SL 0,67 мм.
Включён в видовую группу S. mandibularis-group (триба Dacetini), но обладает относительно крупными размерами и укороченными мандибулами (индекс MI 41—48).
Основная окраска желтовато-коричневая, блестящее брюшко до тёмно-коричневого. Мандибулы длинные, узкие (с несколькими зубцами). Глаза расположены внутри усиковых желобков-бороздок, вентро-латеральные. Нижнечелюстные щупики 1-члениковые, нижнегубные щупики состоят из 1 сегмента (формула 1,1). Стебелёк между грудкой и брюшком состоит из двух члеников: петиолюса и постпетиолюса (последний четко отделен от брюшка), жало развито, куколки голые (без кокона). Специализированные охотники на коллембол. Вид был впервые описан в 1860 году британским мирмекологом Фредериком Смитом (Smith F., 1805—1879) по типовым экземплярам, собранным в Бразилии, а его валидный статус подтверждён в ходе ревизии британским мирмекологом Барри Болтоном.